# Isotropie
Isotropie (von altgriechisch ἴσος isos „gleich“ und τρόπος tropos „Drehung, Richtung“) ist die Unabhängigkeit einer Eigenschaft von der Richtung.
Bei der betrachteten Eigenschaft kann es sich um irgendeine Eigenschaft handeln (z. B. physikalische Eigenschaft, biologischer Parameter, gesellschaftliche oder soziale Kenngröße).
Die Richtungsunabhängigkeit solcher Eigenschaften ist gleichbedeutend mit ihrer homogenen räumlichen Struktur. Das Gegenteil der Isotropie ist die Anisotropie.

## Isotropie in der Physik
Mit isotroper Strahlung ist in der Regel eine solche Strahlung gemeint, die in alle Richtungen des 3-dimensionalen Raumes gleichmäßig abgestrahlt wird, beispielsweise die Wärmeabstrahlung einer heißen Kugel oder das Licht eines Sterns.
In der Physik ist Materie auf atomarer Ebene grundsätzlich nicht isotrop. Betrachtet man als solchen Baustein z. B. ein Atom, das selbst noch als isotrop angesehen werden kann, so spielt es schon bei den Nachbaratomen eine Rolle, ob man in eine Richtung schaut, in der sich beispielsweise ein Atomkern befindet. Wenn diese Bausteine jedoch nicht regelmäßig angeordnet sind, und man die Umgebung in makroskopischem Abstand betrachtet, so können sich diese Unterschiede im Mittel aufheben, und die Materie erscheint äußerlich isotrop. Dieser Fall wird auch als Quasiisotropie bezeichnet. Bei Materie, die einen regelmäßigen Aufbau aufweist (siehe Gitter), können die Eigenschaften auch auf makroskopischer Längenskala anisotrop sein.
In der Theoretischen Physik führt die Isotropie des Raumes (3-dimensional) zu drei der zehn klassischen Symmetrien. Nach dem Noether-Theorem folgt aus jeder Symmetrie die Erhaltung einer physikalischen Größe, beispielsweise folgt aus der zeitlichen Symmetrie die Erhaltung der Energie. Aus der Isotropie des Raumes lässt sich der Drehimpulserhaltungssatz herleiten.
Handelt es sich bei der betrachteten Eigenschaft um eine optische wie z. B. Reflexion oder Transmission, so wird in den Lehrbüchern generell nicht zwischen Isotropie und Quasiisotropie unterschieden. Als Folge wird üblicherweise der Begriff Optische Isotropie gleichgesetzt mit der Eigenschaft kann durch eine skalare dielektrische Funktion charakterisiert werden. Dies ist jedoch z. B. für polykristalline Materialien nur richtig, wenn die Kristallite klein gegenüber der Wellenlänge sind. Andernfalls depolarisieren polykristalline Materialien generell linear polarisiertes Licht selbst dann, wenn sie zufällig orientiert sind, außer das Licht ist zusätzlich auch noch kohärent.

## Transversale Isotropie in der Werkstoffkunde
In einem Faser-Kunststoff-Verbund bzw. Laminat bezeichnet transversale Isotropie eine UD-Schicht, also eine Schicht, die nur in der Faserrichtung richtungsabhängige Eigenschaften hat. In der Ebene senkrecht dazu sind die Eigenschaften hingegen richtungsunabhängig.

## Isotropie und Homogenität
Bei Homogenität sind in gleichen Volumina gleich viele Anteile, bei Isotropie ist die Anzahl der Anteile in alle Richtungen gleich groß.

## Isotropie in der Mathematik
Der Begriff der Isotropie wird in der Mathematik in unterschiedlichen Bedeutungen verwendet:
- In der synthetischen Geometrie heißt eine Gerade isotrop, wenn sie zu sich selbst senkrecht ist, siehe Präeuklidische Ebene.
- Ein Element {\displaystyle x} eines Bilinearraumes {\displaystyle (V,b)} heißt isotrop, wenn es die Gleichung {\displaystyle b(x,x)=0} erfüllt.